# Micpe Jericho
Micpe Jericho (hebrejsky מִצְפֵּה יְרִיחוֹ, doslova „Vyhlídka na Jericho“, v oficiálním přepisu do angličtiny Mizpe Yeriho, přepisováno též Mitzpe Yericho nebo Mitzpe Jericho) je izraelská osada a vesnice typu společná osada (jišuv kehilati) na Západním břehu Jordánu v distriktu Judea a Samaří a v Oblastní radě Mate Binjamin.

## Geografie
Nachází se v nadmořské výšce 160 metrů v Judské poušti na jižním okraji kaňonu Nachal Prat (zvaného též Vádí Kelt). Micpe Jericho leží cca 7 kilometrů jihozápadně od města Jericho, cca 15 kilometrů severovýchodně od historického jádra Jeruzaléma a cca 65 kilometrů jihovýchodně od centra Tel Avivu.
Na dopravní síť Západního břehu Jordánu je napojena pomocí dálnice číslo 1, která spojuje Tel Aviv, aglomeraci Jeruzalému a oblast poblíž Mrtvého moře. Micpe Jericho se nachází na východním okraji územně souvislého bloku izraelských osad okolo města Ma'ale Adumim (tzv. Guš Adumim). Do tohoto bloku dále patří menší sídla jako Kfar Adumim, Almon, Alon a Nofej Prat. V této pouštní oblasti prakticky neexistují palestinská sídla (s výjimkou kočujících Beduínů). Na severovýchodě ovšem leží lidnaté palestinské město Jericho.

## Dějiny
Obec byla zřízena roku 1978. 16. října 1977 rozhodla izraelská vláda, že poblíž již existující osady Ma'ale Adumim bude povoleno usazení vesnické komunity pod pracovním názvem Ma'ale Jericho (Ma'ale Yeriho). K faktickému osídlení této lokality pak došlo v roce 1978. Vzniku osady předcházelo několik pokusů aktivistů organizace Guš Emunim. Ti se v okolí Jericha chtěli usadit už v říjnu 1977, ale pro nesouhlas tehdejšího ministra obrany Ezera Weizmana museli místo opustit a byli staženi do prostoru nynější průmyslové zóny Mišor Adumim východně od Ma'ale Adumim. Do oblasti se pak vydal ministr zemědělství Ariel Šaron a nechal zde vyhledat vhodnou lokalitu (pahorek Tibek Riaš), na které se pak během krátké doby skutečně aktivisté usadili.
V roce 1979 se z osady oddělila skupina sekulárních obyvatel a založila si 4 kilometry na severovýchodě vlastní obec Vered Jericho. V Micpe Jericho mezitím osadníci žili v provizorních domech, elektřinu zajišťoval generátor. Výstavba zděných domů začala až v roce 1981.
Podrobný územní plán počítá s kapacitou zřízení 260 bytových jednotek, z nichž zatím realizována většina v severní části řešeného území. V osadě Micpe Jericho fungují předškolní zařízení pro děti a náboženská základní škola. Dále tu působí ješiva Netivot Josef s cca 320 studenty. K dispozici je zdravotní středisko. Hlavní synagoga postavená roku 1989 slouží převážně aškenázským Židům. Své synagogy mají i sefardští a jemenitští Židé. V obci je menší průmyslová zóna, další pracovní místa nabízí průmyslová zóna Mišor Adumim poblíž Ma'ale Adumim. V říjnu 1996 byla severovýchodně od stávajícího zastavěného území obce založena izolovaná skupina domů. Podle vládní zprávy z doby okolo roku 2006 se v ní uvádí dvacet trvale usazených rodin (zástavbu tvoří provizorní karavany a provizorní synagoga).
Počátkem 21. století nebyla obec zahrnuta do projektu Izraelské bezpečnostní bariéry. Ta do svých hranic začlenila pouze západněji položené izraelské osady v bloku Guš Adumim okolo města Ma'ale Adumim. Podle stavu k roku 2008 ale nebyla tato bariéra ještě zbudována a ani její trasa v tomto úseku nebyla stanovena. Budoucí existence osady závisí na parametrech případné mírové smlouvy mezi Izraelem a Palestinci. Území východně od Jeruzalému může být strategicky významné pro zajištění spojení mezi severní a jižní částí Západního břehu Jordánu v rámci případného palestinského státu.

## Demografie
Obyvatelstvo Micpe Jericho je v databázi rady Ješa popisováno jako nábožensky založené. Podle údajů z roku 2014 tvořili naprostou většinu obyvatel Židé (včetně statistické kategorie „ostatní“, která zahrnuje nearabské obyvatele židovského původu ale bez formální příslušnosti k židovskému náboženství).
Jde sice formálně o sídlo vesnického typu, tedy bez statutu místní rady ani města, ve své kategorii to je poměrně lidnaté sídlo, navíc s rychlými ročními přírůstky. K 31. prosinci 2014 zde žilo 2270 lidí. Během roku 2014 populace stoupla o 4,9 %. Obec plánuje dosáhnout výhledové kapacity 1200 bytových jednotek.
| Rok            | 1983 | 1985 | 1986 | 1987 | 1988 | 1989 | 1990 | 1991 | 1992 | 1993 | 1994 | 1995 | 1996 | 1997  | 1998  | 1999  | 2000  |
| -------------- | ---- | ---- | ---- | ---- | ---- | ---- | ---- | ---- | ---- | ---- | ---- | ---- | ---- | ----- | ----- | ----- | ----- |
| Počet obyvatel | 159  | 273  | 315  | 338  | 388  | 398  | 433  | 514  | 561  | 623  | 678  | 762  | 938  | 1 040 | 1 070 | 1 160 | 1 210 |

| Rok            | 2001  | 2002  | 2003  | 2004  | 2005  | 2006  | 2007  | 2008  | 2009  | 2010  | 2011  | 2012  | 2013  | 2014  |
| -------------- | ----- | ----- | ----- | ----- | ----- | ----- | ----- | ----- | ----- | ----- | ----- | ----- | ----- | ----- |
| Počet obyvatel | 1 310 | 1 370 | 1 430 | 1 469 | 1 536 | 1 641 | 1 701 | 1 792 | 1 754 | 1 850 | 1 925 | 2 115 | 2 164 | 2 270 |